# Iwiji
Iwiji ist ein Verwaltungsbezirk (Ward) des Distrikts Mbeya in der gleichnamigen tansanischen Region Mbeya.

## Geografie
Iwiji liegt im Südwesten von Tansania zwischen dem Rukwasee und dem Malawisee, etwa 25 Kilometer von der Grenze zu Malawi entfernt am Fuß des Umalila-Gebirges. Es grenzt im Osten an den Bezirk Ilembo, im Norden, Westen und im Süden ist Iwiji von der Region Songwe umgeben.
Im Bezirk leben die drei Ethnien Malila, Wandali und Wanyiha.
Iwiji hat eine Fläche von 81,13 Quadratkilometern und bei der Volkszählung 2022 lebten hier 8832 Menschen in 2163 Haushalten.

## Gliederung
Der Bezirk besteht aus drei Gemeinden (Mtaa) mit 24 Orten (Kitongoji):
| Iwiji - Vimetu - Ntinga - Magole - Iwiji - Mabula - Soweto - Mtukula | Isende - Isende - Nachingwengwe - Luhuma - Shihola - Shinandala - Masala - Kalashi | Izumbwe II - Ileya A - Ileya B - Chawama - Lupamba - Ikese - Sayuma - Kafule - Songwe - Hayende - Chilanzi |

## Wirtschaft und Infrastruktur
- Landwirtschaft: Der wichtigste Wirtschaftszweig ist die Landwirtschaft. Die häufigsten Anbauprodukte sind Kartoffeln (3500 t), Mais (2100 t) und Avocados (1500 t).[2]
- Bildung: Im Bezirk gibt es fünf Grundschulen, je eine in Iwiji, Isende, Sayuma, Izumbwe II und Shihola.[2] Die Iwiji Secondary School ist eine 2006 eröffnete staatliche Tagesschule, die Jugendliche bis zur 4. Stufe ausbildet.[7] In dieser Schule muss eine Schuluniform getragen werden. Der Besitz von Mobiltelefonen ist nicht gestattet.[8]
- Gesundheit: Drei öffentliche Apotheken, eine in Iwiji[9] und zwei in Izumbwe, versorgen die Bevölkerung mit Medikamenten und führen auch kleine chirurgische Eingriffe durch.[10][11]